# Haplomyza
Genre
Haplomyza est un genre de diptères de la famille des Agromyzidae.

## Lien
- Haplomyza, Encyclopedia of Life